# イルカ (歌手)
イルカ（1950年〈昭和25年〉12月3日 - ）は、日本のフォークシンガー、絵本作家。本名、神部 としえ（かんべ としえ）。旧姓、保坂（ほさか）。
東京都中野区出身。イルカオフィス所属。

## 来歴
東京都中野区出身。中野区立谷戸小学校、東京文化中学校、東京文化高等学校、女子美術大学卒業。芸名の由来は、女子美術大学のフォークソング同好会に在籍していた当時、皆がギターケースを持って帰る姿を見て「イルカの群れみたい」と言ったのがきっかけで、周囲からイルカと呼ばれるようになった。
小学校では音楽部鼓笛隊に所属しベルリラを担当。小学校の同級生には作曲家・編曲家の船山基紀がいる。
1970年、シュリークスのメンバーとしてデビュー。
1974年、「あの頃のぼくは」でソロデビュー。
1975年から1976年に掛けて、かぐや姫のメンバー伊勢正三の作詞・作曲による「なごり雪」をカバーして大ヒットした。ほか1977年に「雨の物語」、1979年に「海岸通」（風・伊勢正三の作詞・作曲によるカバー）などもヒットした。
1977年から1980年にかけて、絵本『ちいさな空』全4巻を発表した。
1978年半ばから1979年初めに掛けて、長男（神部冬馬）産休の為に一時歌手活動を休業。
2004年より、国際自然保護連合の親善大使となった。また、テーマソングを提供している。
2010年、女子美術大学客員教授に就任。
2018年の大晦日に、第2回ももいろ歌合戦（BS日テレ・フジテレビNEXT・ニッポン放送など）へ出場。

## 人物

### 家族
父親はジャズバンド「スターダスターズ」の花形テナーサックス奏者だった保坂俊雄(1928- )。スターダスターズはラストになると必ずバンドテーマである「スターダスト」を演奏したが、子供の頃、母親に連れられライブを見に行くと、その「スターダスト」で父親がピンスポットを浴びて、一人だけ立ち上がってソロでサックスを吹く姿がかっこよく、「スターダスト」は我が家のテーマソングになったという。美空ひばりの専属バンド「ひばり&SKY」の指揮を担当していたことでも有名で、その縁でイルカとひばりの両者共に交友があった。のちにひばりの詩にイルカが曲をつけた「夢ひとり」というシングルも発売された。
夫の神部和夫（1972年に結婚）はシュリークスのメンバーだったが、イルカのソロデビューに伴い、彼女の音楽プロデューサーおよびマネージャー業に専念するようになった。インタビューでは「初めてつき合った男の子と結婚した」と神部氏のことを語っている。1986年にパーキンソン病を患い、2007年3月21日に急性腎不全のため北海道旭川市の病院で逝去。59歳。
一人息子の神部冬馬もシンガーソングライターである。2010年9月19日には祖父の俊雄と共にサッカーJ2・甲府×熊本戦でミニライブを行った。
孫の月下推敲はイラストレーターである。

### その他
各メディアのインタビューや対談等で、ベジタリアンであることを公言している。
使用ギターはマーティン（1973年製D-35）、弦はエリクサーのコーティング済みのものを使っている。前はマーティンの弦を使っていた。
漫画家さくらももこおよびさくらが原作を手掛けるアニメ『ちびまる子ちゃん』でさくらももこの声を担当するTARAKOと声がそっくりである。それが縁で同作のエンディングテーマ『針切じいさんのロケン・ロール』（歌・植木等）でさくら・TARAKOと共にコーラス担当した。

### 関連人物
吉田拓郎は共に下積み時代に地方をドサ回りした"兄貴"分。拓郎の前座に出ると6–7万円貰えたため、経済的には恵まれていたという。当時、神部和夫らと組んでいたシュリークスは、コミックソングのようなことをやっていたが、拓郎から「イルカはマジでいい曲作って歌ってるから、マジな歌で勝負させるべき」と神部に方向性のアドバイスがあり、イルカのソロ活動に於いて大きな影響を与えられたという。

## ディスコグラフィー

### シングル
| 発売日         | 規格            | 規格品番            | 面 | タイトル                           | 備考                                                                                    |
| -------------- | --------------- | ------------------- | -- | ---------------------------------- | --------------------------------------------------------------------------------------- |
| 1974年10月25日 | 7インチシングル | ZP-5                | A  | あの頃のぼくは                     |                                                                                         |
| 1974年10月25日 | 7インチシングル | ZP-5                | B  | 春                                 |                                                                                         |
| 1975年3月25日  | 7インチシングル | ZP-7                | A  | 風にのせて                         |                                                                                         |
| 1975年3月25日  | 7インチシングル | ZP-7                | B  | 陽だまりの中で                     |                                                                                         |
| 1975年11月5日  | 7インチシングル | ZP-10               | A  | なごり雪                           | オリコン最高4位、1976年度年間チャート11位。                                             |
| 1975年11月5日  | 7インチシングル | ZP-10               | B  | ラバーボール                       |                                                                                         |
| 1976年4月25日  | 7インチシングル | ZP-14               | A  | 君は悲しみの                       |                                                                                         |
| 1976年4月25日  | 7インチシングル | ZP-14               | B  | おりこうさんにはならないよ         |                                                                                         |
| 1976年11月5日  | 7インチシングル | ZP-20               | A  | 片想いの少女へ                     |                                                                                         |
| 1976年11月5日  | 7インチシングル | ZP-20               | B  | おこられ人生                       |                                                                                         |
| 1977年3月25日  | 7インチシングル | ZP-25               | A  | 雨の物語                           | TBS『ロマンを旅する』テーマソング オリコン最高16位、1977年度年間チャート34位。          |
| 1977年3月25日  | 7インチシングル | ZP-25               | B  | 我が愛犬                           |                                                                                         |
| 1978年3月25日  | 7インチシングル | ZP-35               | A  | サラダの国から来た娘               |                                                                                         |
| 1978年3月25日  | 7インチシングル | ZP-35               | B  | 月下美人の咲く夜に                 |                                                                                         |
| 1979年4月25日  | 7インチシングル | ZP-47               | A  | 海岸通                             | 産休明け・カムバックシングル オリコン最高24位、1979年度年間チャート92位。               |
| 1979年4月25日  | 7インチシングル | ZP-47               | B  | つばめの帰る家                     |                                                                                         |
| 1980年3月10日  | 7インチシングル | OPL-8               | A  | 十九の春に                         | TV『負けないでモズ』テーマソング                                                        |
| 1980年3月10日  | 7インチシングル | OPL-8               | B  | モズのために                       |                                                                                         |
| 1980年11月25日 | 7インチシングル | CWP-6               | A  | 夜明けのグッドバイ                 |                                                                                         |
| 1980年11月25日 | 7インチシングル | CWP-6               | B  | 10年前の君の街                     | シンコールイメージソング                                                                |
| 1981年5月25日  | 7インチシングル | CWP-10              | A  | FOLLOW ME                          |                                                                                         |
| 1981年5月25日  | 7インチシングル | CWP-10              | B  | 私だけの子守唄                     | フジテレビ『平岩弓枝シリーズ “女の座”』主題歌                                           |
| 1981年10月5日  | 7インチシングル | CWP-16              | A  | 枯葉のシーズン                     | KDDイメージソング                                                                       |
| 1981年10月5日  | 7インチシングル | CWP-16              | B  | 不思議が眠る君                     |                                                                                         |
| 1982年3月10日  | 7インチシングル | CWP-21              | A  | 渚にて                             |                                                                                         |
| 1982年3月10日  | 7インチシングル | CWP-21              | B  | 恋はカラフル                       |                                                                                         |
| 1982年12月10日 | 7インチシングル | CWP-30              | A  | きみのマーチ                       | アニメ『ノエルの不思議な冒険』主題歌                                                    |
| 1982年12月10日 | 7インチシングル | CWP-30              | B  | 鳥の記憶                           |                                                                                         |
| 1983年8月5日   | 7インチシングル | CWP-34              | A  | LOST LOVE                          | TV『オサラバ坂に陽が昇る』イメージソング                                                |
| 1983年8月5日   | 7インチシングル | CWP-34              | B  | 風にのせて                         |                                                                                         |
| 1985年2月21日  | 7インチシングル | CWP-57              | A  | もう海には帰れない                 | TBS系 ポーラ・テレビ小説「愛の風、吹く」主題歌                                          |
| 1985年2月21日  | 7インチシングル | CWP-57              | B  | 梅花                               | 梅丹本舗イメージソング                                                                  |
| 1986年10月21日 | 7インチシングル | CWP-80              | A  | 海のゆりかご                       | 『どうぶつ通り夢ランド』エンディング・テーマ                                            |
| 1986年10月21日 | 7インチシングル | CWP-80              | B  | どうぶつ通り夢ランド               | 『どうぶつ通り夢ランド』オープニング・テーマ                                            |
| 1987年2月21日  | 7インチシングル | CWP-83              | A  | 雨上がりの夏                       |                                                                                         |
| 1987年2月21日  | 7インチシングル | CWP-83              | B  | いつまでもNice Friends             |                                                                                         |
| 1989年4月12日  | 7インチシングル | CWP-101             | A  | 悲しみの証明                       |                                                                                         |
| 1989年4月12日  | 7インチシングル | CWP-101             | B  | 嫉妬（ジェラシー）                 |                                                                                         |
| 1989年9月21日  | 7インチシングル | CWP-106             | A  | 迎えに行く朝                       | フジテレビ『トークシャワー』主題歌                                                      |
| 1989年9月21日  | 7インチシングル | CWP-106             | B  | いつだって愛してる                 | 日立ルームエアコン『白くまくん』イメージソング                                          |
| 1989年12月5日  | 8cmCD           | ZLS-29 2DKT-301     | A  | 時の子守唄                         |                                                                                         |
| 1989年12月5日  | 8cmCD           | ZLS-29 2DKT-301     | B  | 想い出をそばに置いて               |                                                                                         |
| 1990年11月5日  | 8cmCD           | CRDP-6              | 1  | きよしこの夜                       |                                                                                         |
| 1990年11月5日  | 8cmCD           | CRDP-6              | 2  | ハッピー・クリスマス               |                                                                                         |
| 1990年11月5日  | 8cmCD           | CRDP-6              | 3  | いつの日か二人でクリスマスを       |                                                                                         |
| 1990年11月5日  | 8cmCD           | CRDP-6              | 4  | ホワイト・クリスマス               |                                                                                         |
| 1991年6月21日  | 8cmCD           | CRDP-17             | 1  | 終恋                               | コープこうべ イメージソング                                                             |
| 1991年6月21日  | 8cmCD           | CRDP-17             | 2  | 未来の君へ                         |                                                                                         |
| 1991年11月21日 | 8cmCD           | CRDP-28             | 1  | あいふたたび                       |                                                                                         |
| 1991年11月21日 | 8cmCD           | CRDP-28             | 2  | 二匹の魚 (Fish&Fish)               |                                                                                         |
| 1993年1月1日   | 8cmCD           | CRDP-61             | 1  | 女はつらいよ                       | 関西テレビ『子供虐待防止』キャンペーンソング                                            |
| 1993年1月1日   | 8cmCD           | CRDP-61             | 2  | 子守熊のように                     |                                                                                         |
| 1996年3月16日  | 8cmCD           | CRDP-125            | 1  | 傘の雫                             | テレビ東京系『特選・ぶらり旅』エンディングテーマ                                        |
| 1996年3月16日  | 8cmCD           | CRDP-125            | 2  | 心の砂時計                         |                                                                                         |
| 1998年1月21日  | 8cmCD           | CRDP-175            | 1  | 花一輪                             | MBS・TBS系ドラマ30『車いすの金メダル』主題歌                                            |
| 1998年1月21日  | 8cmCD           | CRDP-175            | 2  | 星の長距離電話                     |                                                                                         |
| 1999年1月21日  | 8cmCD           | CRDN-583            | 1  | 地上の愛                           | 美川憲一＆イルカ初のデュエットシングル                                                  |
| 1999年1月21日  | 8cmCD           | CRDN-583            | 2  | 地上の愛（カラオケ）               |                                                                                         |
| 1999年1月21日  | 8cmCD           | CRDN-583            | 3  | 地上の愛（イルカ歌入りカラオケ）   |                                                                                         |
| 1999年1月21日  | 8cmCD           | CRDN-583            | 4  | 地上の愛（美川憲一歌入りカラオケ） |                                                                                         |
| 1999年10月6日  | 8cmCD           | CRDP-222            | 1  | 光のとびら                         | 神戸市民ソング・MBS系『すてきな出逢い いい朝8時』エンディングテーマ                     |
| 1999年10月6日  | 8cmCD           | CRDP-222            | 2  | 心配させたい帰り道                 |                                                                                         |
| 2001年1月24日  | CD              | CRCP-57             | 1  | あなたの胸に                       | 『さっぽろ雪まつり』イメージソング                                                      |
| 2001年1月24日  | CD              | CRCP-57             | 2  | 真冬の天使～さっぽろバージョン～   |                                                                                         |
| 2001年6月21日  | CD              | CRCP-68             | 1  | 旧友再会                           | MBS系『すてきな出逢い いい朝8時』エンディングテーマ                                     |
| 2002年5月22日  | CD              | CRCP-501 CRCP-20168 | 1  | 夢ひとり                           |                                                                                         |
| 2002年5月22日  | CD              | CRCP-501 CRCP-20168 | 2  | 祈り                               |                                                                                         |
| 2002年11月21日 | CD              | CRCP-504            | 1  | なごり雪（2002年ver.）             |                                                                                         |
| 2002年11月21日 | CD              | CRCP-504            | 2  | なごり雪（韓国語ver.）             | 映画『チルソクの夏』主題歌                                                              |
| 2002年11月21日 | CD              | CRCP-504            | 3  | 鳥の記憶（リミックスver.）         |                                                                                         |
| 2003年8月21日  | CD              | CRCP-520            | 1  | 真冬の天使                         |                                                                                         |
| 2003年8月21日  | CD              | CRCP-520            | 2  | 真冬の天使（メッセージ入り）       |                                                                                         |
| 2003年8月21日  | CD              | CRCP-520            | 3  | あるあるアルファベット星人         | ポンキッキーズ21                                                                        |
| 2003年8月21日  | CD              | CRCP-520            | 4  | P-Kiesアルファベットの歌           | ポンキッキーズ21                                                                        |
| 2007年5月9日   | CD              | CRCP-565            | 1  | まあるいいのち                     |                                                                                         |
| 2007年5月9日   | CD              | CRCP-565            | 2  | まあるい地球は誰のもの             |                                                                                         |
| 2008年6月4日   | CD              | CRCP-569            | 1  | いつか見る虹〜"モルダウ"から〜     | みんなのうた6・7月 原曲はベドルジハ・スメタナ作曲の交響曲『わが祖国』より『モルダウ』。 |
| 2008年6月4日   | CD              | CRCP-569            | 2  | 夢の散歩                           |                                                                                         |

### アルバム

#### オリジナルアルバム
| 枚   | 発売日         | 規格 | 規格品番   | タイトル                                           | 備考                                                                         |
| ---- | -------------- | ---- | ---------- | -------------------------------------------------- | ---------------------------------------------------------------------------- |
| 1st  | 1975年3月5日   | LP   | GWP-4010   | イルカの世界                                       |                                                                              |
| 1st  | 1985年5月21日  | CD   | ZL-8       | イルカの世界                                       |                                                                              |
| 1st  | 1994年12月5日  | CD   | CRCP-118   | イルカの世界                                       | CD選書                                                                       |
| 1st  | 2013年7月3日   | CD   | CRCP-20494 | イルカの世界                                       | 2013年デジタルリマスター盤                                                   |
| 2nd  | 1975年11月5日  | LP   | GW-4016    | 夢の人                                             |                                                                              |
| 2nd  |                | CD   | ZL-9       | 夢の人                                             |                                                                              |
| 2nd  | 1994年12月5日  | CD   | CRCP-119   | 夢の人                                             | CD選書                                                                       |
| 2nd  | 2013年7月3日   | CD   | CRCP-20495 | 夢の人                                             | 2013年デジタルリマスター盤                                                   |
| 3rd  | 1977年4月25日  | LP   | GW-4028    | 植物誌                                             | オリコンチャート1位獲得作品、イルカのアルバムで最大のヒット                  |
| 3rd  | 1985年5月21日  | CD   | ZL-11      | 植物誌                                             |                                                                              |
| 3rd  | 1991年1月21日  | CD   | CRCP-20014 | 植物誌                                             |                                                                              |
| 3rd  | 1994年12月5日  | CD   | CRCP-121   | 植物誌                                             | CD選書                                                                       |
| 3rd  | 2013年7月3日   | CD   |            | 植物誌                                             | 2013年デジタルリマスター盤                                                   |
| 4th  | 1977年11月5日  | LP   | GWX-61     | ボヘミアの森から                                   | クリスマスアルバム                                                           |
| 4th  |                | CD   | ZL-35      | ボヘミアの森から                                   |                                                                              |
| 4th  | 1995年11月1日  | CD   | CRCP-151   | ボヘミアの森から                                   |                                                                              |
| 5th  | 1978年3月3日   | LP   | GW-4039    | ちいさな空                                         |                                                                              |
| 5th  | 1991年1月21日  | CD   | CRCP-20015 | ちいさな空                                         |                                                                              |
| 5th  | 1994年12月5日  | CD   | CRCP-122   | ちいさな空                                         | CD選書                                                                       |
| 6th  | 1979年9月20日  | LP   | OPL-1003   | いつか冷たい雨が                                   | オリコンチャート1位獲得作品                                                  |
| 6th  |                | CD   | ZL-13      | いつか冷たい雨が                                   |                                                                              |
| 6th  | 1991年1月21日  | CD   | CRCP-20016 | いつか冷たい雨が                                   |                                                                              |
| 6th  | 2018年7月4日   | CD   | CRCP-20554 | いつか冷たい雨が                                   | 2018年デジタルリマスター盤                                                   |
| 7th  | 1980年12月21日 | LP   | GWP-1003   | 我が心の友へ                                       |                                                                              |
| 7th  |                | CD   | ZL-15      | 我が心の友へ                                       |                                                                              |
| 7th  | 1991年1月21日  | CD   | CRCP-20018 | 我が心の友へ                                       |                                                                              |
| 7th  | 1995年5月21日  | CD   | CRCP-129   | 我が心の友へ                                       | CD選書                                                                       |
| 7th  | 2016年7月20日  | CD   | CRCP-20530 | 我が心の友へ                                       | 2016年デジタルリマスター盤                                                   |
| 8th  | 1981年10月5日  | LP   | GWP-1011   | FOLLOW ME                                          |                                                                              |
| 8th  |                | CD   | ZL-16      | FOLLOW ME                                          |                                                                              |
| 8th  | 1995年5月21日  | CD   | CRCP-130   | FOLLOW ME                                          | CD選書                                                                       |
| 8th  | 2016年7月20日  | CD   | CRCP-20531 | FOLLOW ME                                          | 2016年デジタルリマスター盤                                                   |
| 9th  | 1982年6月25日  | LP   | GWP-1019   | JULIA                                              |                                                                              |
| 9th  |                | CD   | ZL-17      | JULIA                                              |                                                                              |
| 9th  | 1995年5月21日  | CD   | CRCP-131   | JULIA                                              | CD選書                                                                       |
| 10th | 1983年2月25日  | LP   | GWX-143    | ノエルの不思議な冒険                               |                                                                              |
| 10th | 1996年12月4日  | CD   | CRCP-179   | ノエルの不思議な冒険                               |                                                                              |
| 11th | 1983年9月20日  | LP   | GWP-1025   | LOOP CHILD                                         |                                                                              |
| 11th | 1995年5月21日  | CD   | CRCP-132   | LOOP CHILD                                         | CD選書                                                                       |
| 12th | 1985年4月21日  | LP   | GWP-1035   | Heart Land                                         |                                                                              |
| 12th | 1985年4月25日  | CD   | ZL-1       | Heart Land                                         |                                                                              |
| 12th | 1995年5月21日  | CD   | CRCP-133   | Heart Land                                         | CD選書                                                                       |
| 13th | 1986年5月21日  | LP   | GWP-1038   | ESSAY                                              |                                                                              |
| 13th | 1986年5月21日  | CD   | ZL-55      | ESSAY                                              |                                                                              |
| 13th | 1996年12月4日  | CD   | CRCP-180   | ESSAY                                              |                                                                              |
| 14th | 1987年8月21日  | LP   | SCD-1485   | 私の動物アルバム                                   |                                                                              |
| 14th |                | CD   | ZA-1       | 私の動物アルバム                                   |                                                                              |
| 14th | 1996年12月4日  | CD   | CRCP-181   | 私の動物アルバム                                   |                                                                              |
| 15th | 1989年5月21日  | LP   |            | けさらんぱさらん                                   |                                                                              |
| 15th |                | CD   | ZL-131     | けさらんぱさらん                                   |                                                                              |
| 15th | 1996年12月4日  | CD   | CRCP-182   | けさらんぱさらん                                   |                                                                              |
| 16th | 1990年4月21日  | CD   | CRCP-20003 | Delfina                                            |                                                                              |
| 16th | 1996年12月4日  | CD   | CRCP-183   | Delfina                                            |                                                                              |
| 17th | 1990年11月5日  | CD   |            | Noël ファンタスティックな冬物語 クリスマスアルバム |                                                                              |
| 17th | 1997年11月6日  | CD   | CRCP-20008 | Noël ファンタスティックな冬物語 クリスマスアルバム |                                                                              |
| 17th | 2002年11月21日 | CD   | CRCP-20309 | Noël ファンタスティックな冬物語 クリスマスアルバム |                                                                              |
| 18th | 1991年11月21日 | CD   | CRCP-20030 | OLD FRIEND                                         |                                                                              |
| 19th | 1993年10月21日 | CD   | CRCP-20075 | ラピスの丘で～Lapis lazuli～                       |                                                                              |
| 20th | 1996年3月16日  | CD   | CRCP-20120 | おさなごころ-1995番目の春に想う-                   |                                                                              |
| 21st | 1998年1月21日  | CD   | CRCP-20168 | 羅針盤の上                                         |                                                                              |
| 22nd | 1999年10月21日 | CD   | CRCP-20234 | ウツツノユメ                                       |                                                                              |
| 23rd | 2004年11月17日 | CD   | CRCP-20366 | 私の動物アルバム『・・・そして今も』               |                                                                              |
| 24th | 2005年12月7日  | CD   | CRCP-20378 | Any Key OK!!                                       | 実父であるサックス奏者・保坂俊雄とのコラボレートによるスタンダード・ジャズ集 |
| 25th | 2007年11月7日  | CD   | CRCP-20410 | はるじょおん ひめじょおん                          |                                                                              |
| 26th | 2012年7月4日   | CD   | CRCP-20477 | ほのぼの倶楽部                                     | 40周年記念第三弾                                                             |
| 27th | 2017年7月26日  | CD   | CRCP-20549 | 惑星日誌〜今、伝えたいこと〜                       |                                                                              |

#### ベストアルバム
本項では公式ディスコグラフィに記載されているものをまとめている。
| 枚  | 発売日        | 規格 | 規格品番      | タイトル                          | 備考             |
| --- | ------------- | ---- | ------------- | --------------------------------- | ---------------- |
| 1st | 1996年5月8日  | CD   | CRCP-20126    | KANON                             |                  |
| 2nd | 2002年6月21日 | CD   | CRCP-20300    | こころね                          |                  |
| 3rd | 2006年6月7日  | CD   | CRCP-20379-80 | イルカ・ベスト                    |                  |
| 4th | 2010年6月2日  | CD   | CRCP-20450    | 森羅万象～イルカ セレクトベスト～ | 40周年記念第一弾 |
| 5th | 2011年2月2日  | CD   | CRCP-20467-68 | Jasmine&Rose                      | 40周年記念第二弾 |

#### ライブアルバム
| 枚  | 発売日        | 規格 | 規格品番      | タイトル      | 備考                       |
| --- | ------------- | ---- | ------------- | ------------- | -------------------------- |
| 1st | 1976年6月10日 | LP   | GW-4020       | イルカライブ  |                            |
| 1st | 2013年7月3日  | CD   | CRCP-20496    | イルカライブ  | 2013年デジタルリマスター盤 |
| 2nd | 1980年3月1日  | LP   | OPL-1007      | あしたの君へ  |                            |
| 2nd | 1996年12月4日 | CD   | CRCP-178      | あしたの君へ  |                            |
| 2nd | 2018年7月4日  | CD   | CRCP-20555    | あしたの君へ  | 2018年デジタルリマスター盤 |
| 3rd | 1984年1月20日 | LP   | GWX-155-56    | BIG CHALLENGE |                            |
| 3rd | 1993年4月21日 | CD   | CRCP-38007-08 | BIG CHALLENGE |                            |
| 3rd | 1995年12月6日 | CD   | CRCP-158-59   | BIG CHALLENGE |                            |
| 3rd | 2019年7月3日  | CD   | CRCP-20563-04 | BIG CHALLENGE | 2019年デジタルリマスター盤 |

### 提供
- 古賀栄子「逢たさ指数」

### 自治体提供曲
熊本市
- 光るグリーンシティ - 1989年（平成元年）、熊本市制100周年に際して唄っている。この曲の著作権は熊本市が保有。2016年に発生した熊本地震からの復興を祈願して再録音したものをアルバム『惑星日誌〜今、伝えたいこと〜』に収録[14]。
テレビ等の市政広報や選挙当日に投票を呼びかける宣伝カーなどでバックグラウンドミュージックとして流れる。また熊本市役所庁舎内では業務終了時（17時15分）にも流されている。
「光るグリーンシティ」 by JAMN（じゃみん）九州・沖縄の音楽情報

群馬県
- 転居通知 - 1994年

河口湖町
- 木の花の開く頃に - 2009年

### CMソング
- 夏はいろいろ（資生堂 サマービューティーセット）
1973年。シュリークス時代。
- 月下美人の咲く夜に（明治乳業(現：明治) 明治クイーンカップ）
1978年。本人も出演。
- まあるいいのち（住友生命）
1980年[15]。2006年に再び住友生命のCMソングとして復活。2007年5月9日『まあるいいのち』2007年合唱バージョン発売。

### テーマソング
- 回転木馬にのって（NHKみんな生きているテーマソング）
- We Love You Planet! －ひびけ！惑星に。（国際自然保護連合の歌）

### 学校歌
- 佐伯市立宇目緑豊中学校

## 書籍
- 『とんがらし』八曜社、1975年
- 『いるからんど』八曜社、1977年
- 『冬の馬』講談社、1984年4月25日。
- 『ここは私の学校 恥ずかしいけど、この年になって気がついた』祥伝社、2003年、ISBN 4-396-50074-2
- CDブック『今語る あの時 あの歌 イルカ』インタビュー＆テキスト 藤井 青銅（アートデイズ、2007年）ISBN 978-4-86119-101-5

### 絵本
- ちいさな空（1） 青い傘のノエル（小学館、1977年）ISBN 978-4097440017
- ちいさな空（2） 不思議草（小学館、1978年）ISBN 978-4097440024
- ちいさな空（3） おやすみなさいをする前に（小学館、1978年）ISBN 978-4097440031
- ちいさな空（4） ジェレミーの木（小学館、1980年）ISBN 978-4097440048
- 真冬の天使（小学館、2007年）ISBN 978-4097262558

## ラジオ番組
- ハッピーフォークフェスティバル（文化放送）
- そらとべイルカ サンデーヤングヒット（文化放送）
- 青春大通り（文化放送）
- キッコーマン・サウンド・レストラン ようこそイルカクラブへ（文化放送）
- TDAナイスウイングサウンズ〜イルカの風船旅行〜（文化放送）[1]
- イルカと星丸のおはようさわやかランド（文化放送）
- イルカのオールナイトニッポン（1974年 - 1975年 ニッポン放送）[1]
- 独占!サウンドヒーロー イルカの青春ミュージックサラダ（ニッポン放送）
- イルカの青空サンドイッチ（ニッポン放送）
- イルカのミュージックハーモニー（ニッポン放送）
- MBSヤングタウン（毎日放送）
- 〜ニュー・ライフ・ナウ〜イルカのドルフィン・ストリート（エフエム東京）

## テレビ番組
- 「オサラバ坂に陽が昇る」（1983年 TBS）河西圭子役

他多数

### NHK紅白歌合戦出場歴
| 年度/放送回              | 回 | 曲目              | 出演順 | 対戦相手   |
| ------------------------ | -- | ----------------- | ------ | ---------- |
| 1992年（平成4年）/第43回 | 初 | なごり雪          | 04/28  | 南こうせつ |
| 2024年（令和6年）/第75回 | 2  | なごり雪（2回目） | 17/21  | 南こうせつ |

注意点
- 出演順は「出演順/出場者数」で表す。

### NHKみんなのうた
NHKの音楽番組『みんなのうた』では以下の4曲を歌った。
1. 『夢見るパワー』:1981年4 - 5月に放送。作詞・作曲・編曲を担当。イルカが描いたキャラクターをグループ・タックがアニメーションした。アルバム「森羅万象～イルカ セレクトベスト～」には再レコーディングした『夢見るパワー　2010』を収録。
2. 『ちゃんと顔に書いてある』:1987年10 - 11月に放送。作詞・作曲を担当、編曲・中西俊博、アニメ・鈴木康彦。親子の愛情を題材にした楽曲。CD・レコードともに未発売。
3. 『りんごの木の下で』:1999年12月 - 2000年1月に放送。作詞を担当、作曲・南こうせつ、編曲・都留教博、アニメ・福島治。南こうせつとデュエットで歌った。
4. 『いつか見る虹〜"モルダウ"から〜』:2008年6月 - 7月に放送。詳細はリンク先を参照。

## 映画
- ドキュメンタリー「ニホンザル モズ 26年の生涯」（1998年）テーマ曲
- アニメ「ユニコ」（1981年）歌・ナレーション
- アニメ「ジェレミーの木」（1983年）原作・音楽
- アニメ「ノエルの不思議な冒険」（1983年）原作・ノエルの声・音楽
- 「ドン松五郎の生活」（1986年）ドン松五郎の声
- 「イタズ 熊」（1987年）主題歌
- 「チルソクの夏」（2004年）清水先生役・主題歌

## CM
- エポック社 シルバニアファミリー（本人映像）
- 明治乳業（現：明治）アイスクリーム・クイーンカップ
- サンスター アクアフレッシュ
- 梅丹本舗 企業CM
- シンコール ギターを持つ本人映像とノエルちゃんと犬のりゅうのすけのがカーペットで飛ぶCM（シンコールイメージCM曲 曲名不明）